# Cyrtodactylus mimikanus
Cyrtodactylus mimikanus är en ödleart som beskrevs av  George Albert Boulenger 1914. Cyrtodactylus mimikanus ingår i släktet Cyrtodactylus och familjen geckoödlor. Inga underarter finns listade i Catalogue of Life.